# Шпанникова, Евдокия Тимофеевна
Евдокия Тимофеевна Шпанникова (16 марта 1909 — 2002) — передовик советского сельского хозяйства, доярка животноводческого совхоза «Холмогорка» Министерства мясной и молочной промышленности СССР, Волоколамский район Московской области, Герой Социалистического Труда (1951).

## Биография
Родилась в 1909 году в деревне Баранцево, ныне Оленинского района Тверской области в русской семье крестьянина. Прошла обучение в начальной школе и после поступила на работу дояркой в животноводческий совхоз «Холмогорка» Московской области. Очень быстро освоила профессию и вышла в передовики производства.
После освобождения территории Волоколамского района от оккупации принимала активное участие в восстановлении хозяйства. Неоднократная победительница социалистических соревнований. В 1950 году достигла высоких производственных результатов, сумев получить от каждой из десяти закреплённых коров по 6439 килограммов молока с содержанием 233 килограммов молочного жира от каждой коровы в среднем за год.
За достижение высоких показателей в животноводстве в 1950 году, Указом Президиума Верховного Совета СССР от 3 ноября 1951 года Евдокии Тимофеевне Шпанниковой было присвоено звание Героя Социалистического Труда с вручением ордена Ленина и золотой медали «Серп и Молот».
В дальнейшем продолжала трудовую деятельность. В 1985 году решением местных депутатов Совета трудящихся ей было присвоено звание «Почётный гражданин Волоколамского района».
Проживала в Волоколамском районе Московской области. Умерла в 2002 году.

## Награды
За трудовые успехи удостоена:
- золотая звезда «Серп и Молот» (03.11.1951),
- два ордена Ленина (05.10.1950, 03.11.1951),
- другие медали.
- Почётный гражданин Волоколамского района Московской области (25.10.1985).